# United World Colleges
United World Colleges är en utbildningsrörelse bestående av 15 gymnasieskolor i 15 olika länder, nationalkommittéer i över 145 länder och ett antal kortare kurser. Rörelsen bygger på idén att man genom att sammanföra ungdomar från olika länder, religioner, samhällsklasser och kulturer kan skapa en bättre värld. Genom nationalkommittéerna tas elever från hela världen in på basis av merit och tilldelas stipendium för att studera på en av skolorna. Varje år väljs 8–15 elever ut i Sverige, och erbjuds att studera vid en av de 15 olika skolorna. De flesta av dessa skickas till Red Cross Nordic United World College i Flekke i Fjalers kommun i Norge.
UWC-skolorna undervisar International Baccalaureate, ett internationellt gymnasieprogram som ger behörighet till universitet över hela världen. Utöver det undervisas ett internationellt grundskoleprogram på tre av skolorna: UWC South East Asia, UWC Maastricht och Waterford Kamhlaba UWC.